# Замок Гримменштайн (Гота)
Замок Гримменштайн (нем. Burg Grimmenstein) — более не существующий бастионированный замок в немецком городе Гота в современной федеральной земле Тюрингия. Основанный в XI веке, он был полностью разрушен в 1567 году; с 1642 года на его фундаментах располагается Замок Фриденштайн.
Впервые письменно упомянутый в 1215 году, Гримменштайн был построен по образцу Кобургской крепости и, вероятно, изначально служил для защиты торгового пути лат. Via regia, соединявшего рейнские города с Силезией. Кроме того, в XIII и в XIV веках он был резиденцией тюрингенских ландграфов Альбрехта и Бальтазара.
В эпоху Реформации и последовавших за ней религиозных войн Гримменштайн оказался в центре политических событий, приведших к его полному разрушению. В 1526 году здесь — как реакция на Дессауский союз (нем. Dessauer Bund) католических имперских чинов — между Иоганном Твёрдым и Филиппом Великодушным состоялось заключение договора о создании первого протестантского политического объединения, известного как Торгауский союз (нем. Torgauer Bund). С образованием Шмалькальденского союза Замок Гримменштайн был усилен согласно новейшим достижениям фортификационной науки, став, фактически, главной крепостью протестантских князей в Средней Германии и играл важную роль в противостоянии с императором Карлом V.
После неудачного для протестантов решающего сражения при Мюльберге в 1547 году и последовавшего пленения саксонского курфюрста Иоганна Фридриха I, Гримменштайн — согласно решениям Виттенбергской капитуляции — потерял свой характер крепости. По поручению императора в июне 1547 года генерал Лазарь фон Швенди (нем. Lazarus von Schwendi, Reichsfreiherr von Hohenlandsberg, 1522—1583) в сопровождении 700 солдат взорвал главную замковую башню, сравнял рондели (круглые бастеи) и пробил четыре бреши в окружающих замок оборонительных стенах и валах; жилые и гарнизонные строения при этом были сохранены.

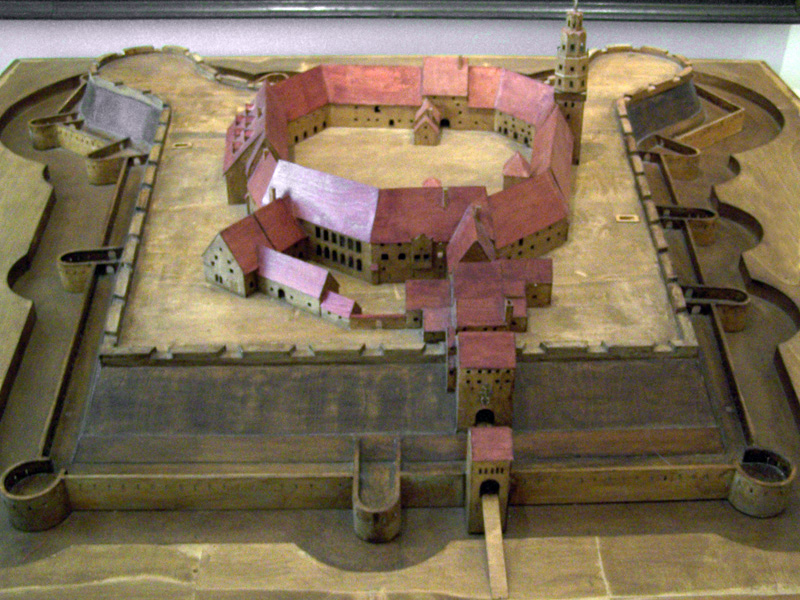
Модель замка до его разрушения

После смерти Иоганна Фридриха I в 1554 году власть в эрнестинских землях перешла к его сыну Иоганну Фридриху II, избравшему своей главной резиденцией Гримменштайн, который уже в 1552 году — с позволения императора — вновь был превращён в активную крепость и расширен. Из Готы герцог Иоганн Фридрих II стремился укрепить своё положение и вернуть потерянный его отцом титул курфюрста, что привело его к союзу с влиятельным франконским рыцарем Вильгельмом фон Грумбахом, который, в свою очередь, искал поддержки в борьбе против вюрцбургского епископа Мельхиора Цобеля. Трагический оборот события приняли после убийства Цобеля в 1558 году и наложения имперской опалы на Грумбаха, нашедшего убежище в Гримменштайне. Несмотря на многочисленные требования императора Максимилиана II выдать Грумбаха правосудию, Иоганн Фридрих II, уверенный в возрождении эрнестинского дома, продолжал его укрывать, что в 1566 году привело к имперской опале уже самого герцога.
Исполнение имперской экзекуции было доверено саксонскому курфурсту Августу, под командованием которого в декабре 1566 года собралось около 10 000 пехотинцев и 6 000 рейтаров. Поскольку прямой штурм города оказался невозможен, курфюрст Август начал трёхмесячную осаду Готы, завершившуюся 14 апреля 1567 сдачей замка Гримменштайн и пленением герцога Иоганна Фридриха. Замок на этот раз по желанию императора подвергся полнейшему разрушению, завершённому уже 23 июня того же года, при этом работы проведены настолько тщательно, что вплоть до возведения новой резиденции в 1642 году здесь оставался лишь поросший травой и кустарником луг.
Фактически от замка Гримменштайн, не считая части фундаментов, казематов и колодца, сохранились лишь немногие фрагменты вроде позолоченной статуи, снятой с замковой башни и в качестве трофея доставленной в Дрезден, портала замковой капеллы 1533 года, вновь использованного при строительстве замка Фриденштайн, и немногих сполий типа рольверка, обрамляющих вход к дворцовой церкви.